# Guide Star Catalog
Der Hubble Guide Star Catalog, kurz GSC, ist ein äußerst umfangreicher Sternkatalog in zwei Teilen.
Im zweiten Teil, dem GSC-II, sind Sterne mit Farbindex, Ort und Helligkeit verzeichnet, mehr als 20-mal so viele wie im ersten Teil, dem GSC-I. Dieser Katalog, der 1989 in erster Linie zur Ausrichtung des Hubble Space Telescope erstellt worden war, war – in nur einer Farbe – komplett bis zur 15. Sterngröße, der neue aber reicht bis zur 19. Für den GSC-I waren 1400 historische Fotoplatten digitalisiert worden, für den GSC-II noch 4400 weitere Platten, die auf der Nord- und Südhalbkugel neu aufgenommen worden waren.
Fast eine Milliarde Sterne und Galaxien sind in der acht Terabyte großen Datenbank enthalten. Neben Hubble bedienen sich auch viele Großteleskope auf der Erde der GSCs, und die Daten selbst stellen eine stellarstatistische Fundgrube dar.

## Zahlen
- 998.402.801 Objekte
- 455.851.432 Objekte, deren Position, Klassifikation und Scheinbare Helligkeit bekannt ist
- der erste Katalog (GSC 1.x) umfasst 20.000.000 Objekte

## Zukunft
Alle Sterne bis zur 20. Größe sollen für die dritte Version des GSC erfasst werden (eine erneute Verdopplung des Katalogumfangs) sowie ihre Eigenbewegungen am Himmel.